# Rasdaq
[
RASDAQ (Romanian Association of Securities Dealers Automated Quotation) — рынок ценных бумаг в Румынии. Была создана в первую очередь для торговли акциями, которые распределялись через программу массовой приватизации. Биржа начала торговлю в 1996 году. Сегодня насчитывается более 2,000 эмитентов, акции которых котируются на рынке.
8 декабря 2005 RASDAQ слилась с Бухарестской фондовой биржей, и стала её подразделением.